# Утриайнен, Санни
Са́нни Ма́рья А́ннийна У́триайнен (фин. Sanni Marja Anniina Utriainen; род. 5 февраля 1991, Нокиа, Финляндия) — финская легкоатлетка, специализирующаяся на метании копья, член сборной Финляндии на летних Олимпийских играх 2016 года.
Родилась в семье финского метателя копья Эсы Утриайнена, у которого тренируется до настоящего времени (с 2015 года вторым тренером является Теро Йарвенпяа). Представляет спортивный клуб Nokian Urheilijat.